# 訃報 1982年10月
訃報 1982年10月（ふほう 1982ねん10がつ）では、1982年（昭和57年）10月中に物故した、又は物故が報じられた人物についてまとめる。

## （1日 - 15日）

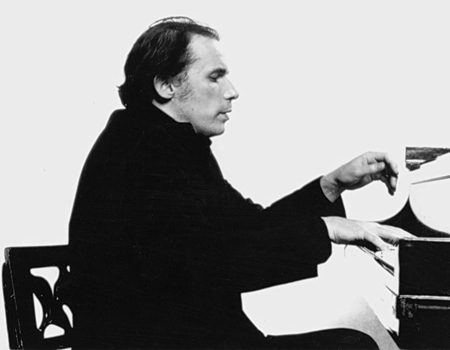
グレン・グールド／10月4日没

- 10月2日 - 宮尾しげを、漫画家・江戸風俗研究家（* 1902年）
- 10月4日 - グレン・グールド、ピアニスト（* 1932年）
- 10月13日 - アダチ龍光[1]、奇術師（* 1896年）

## （16日 - 31日）

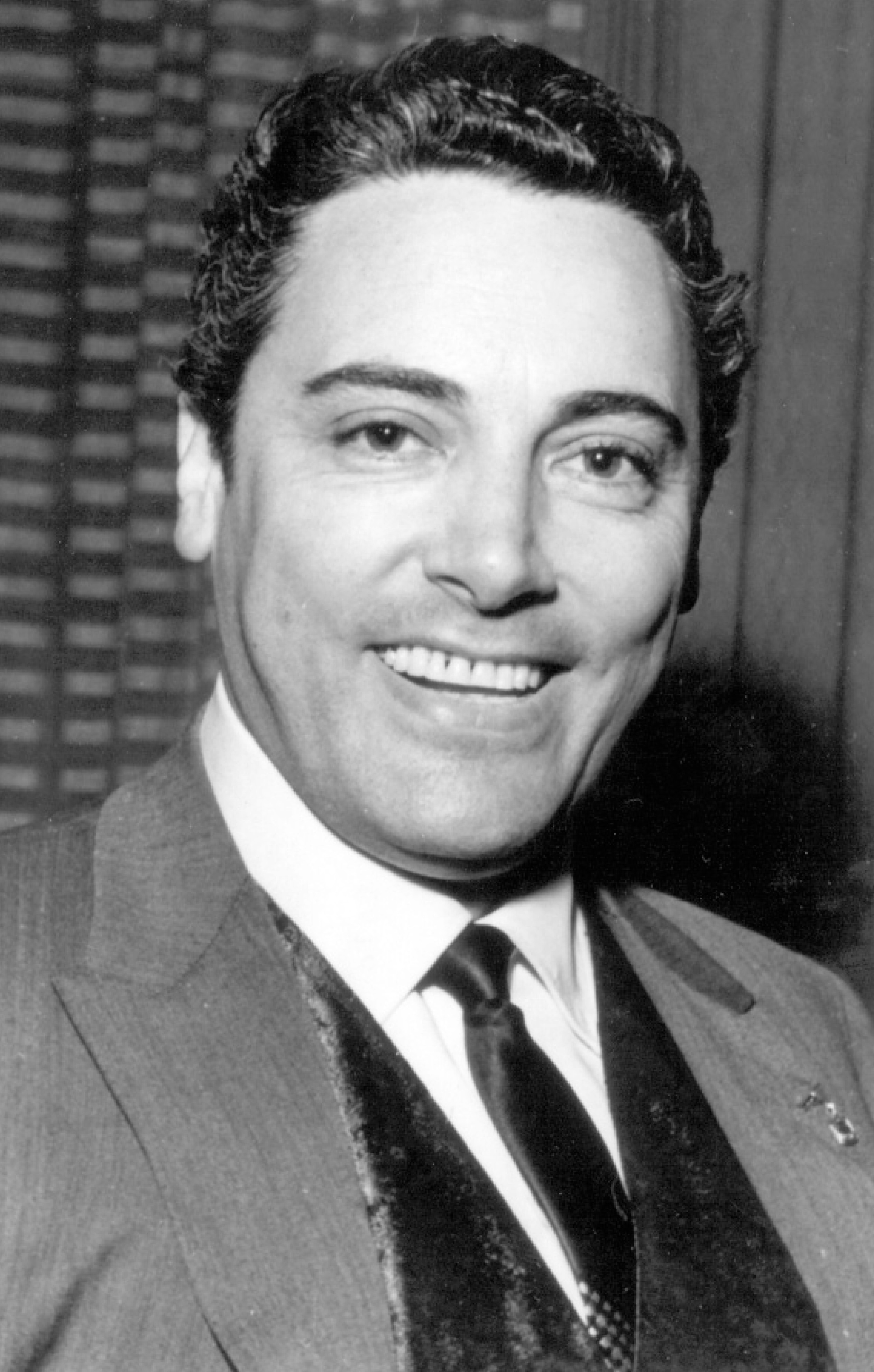
マリオ・デル・モナコ／10月16日没

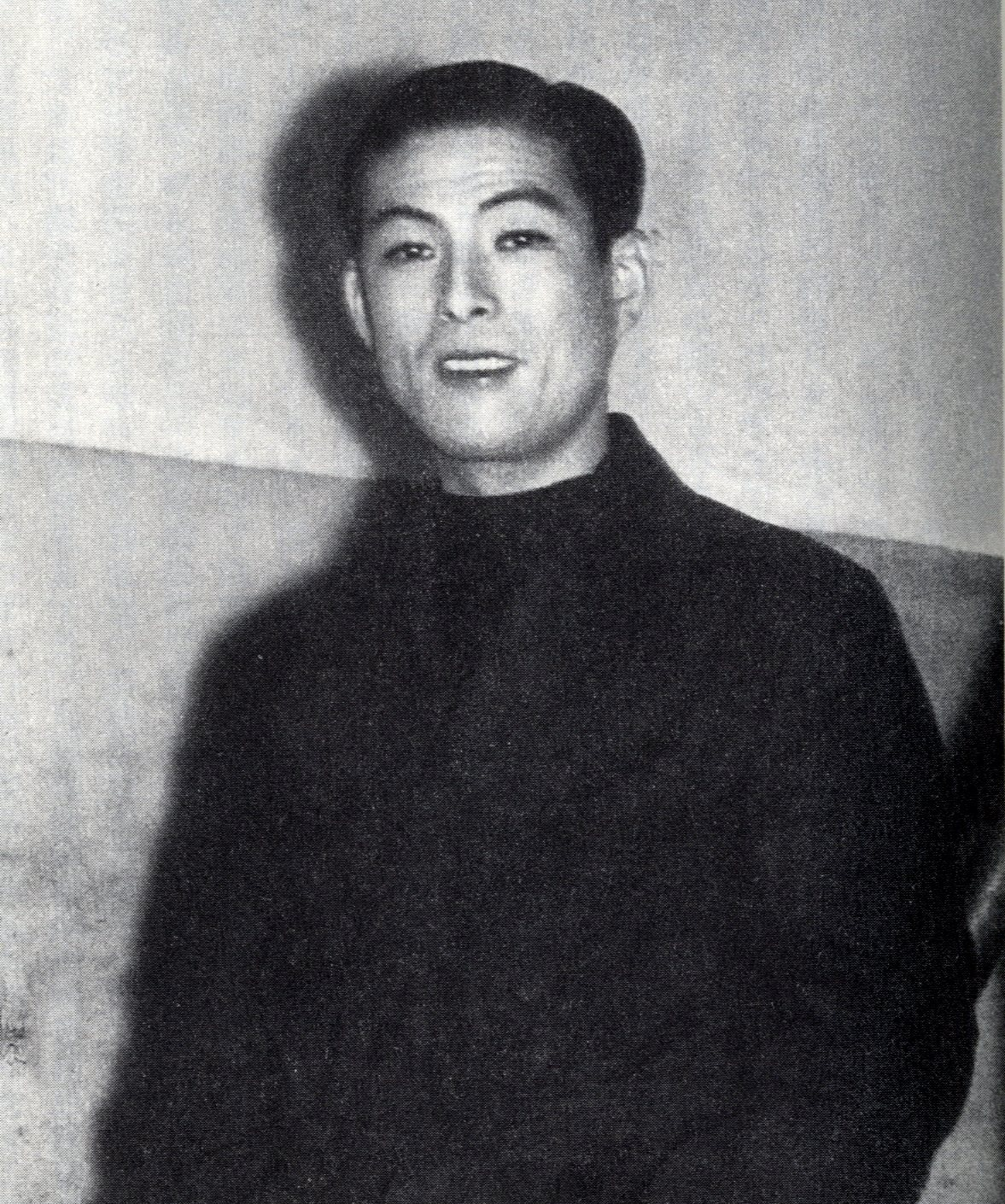
灰田勝彦／10月26日没

- 10月16日 - マリオ・デル・モナコ、テノール歌手（* 1915年）
- 10月18日 - 須藤克三、教育者・児童文学者（* 1906年）
- 10月26日 - 灰田勝彦、歌手（* 1911年）